# 青樓紅杏 (1984年電影)
《青樓紅杏》又稱《往事追憶錄》或《斯萬之戀》是一套1984年的法國-西德合拍電影，由德國導演伏加·舒倫杜夫執導。影片改編自馬塞爾·普魯斯特的意識流小說《追憶逝水年華》的第一卷，中文譯為「在斯萬家那邊」。此片獲得兩項英國電影學院獎提名。

## 劇情簡介
斯萬是個生活在世紀末巴黎的黃金單身漢，他認識一些像維杜林家族那樣俗氣但富有的朋友，在他們的引介下他結識並愛上妓女歐黛特。歐黛特似乎很享受斯萬的陪伴，但她認為自己同時享有自由社交權，她也不介意與他人同眠共枕。福謝維就很能取悅她，他因而也成了斯萬的一大情敵。斯萬的激情轉化成妒火中燒，為此他不顧社會輿論迎娶了歐黛特。唯有他的舊友，一位公開的同性戀男爵夏呂斯對他表示同情。

## 主要角色
- 謝洛美·艾朗斯 飾 查爾斯·斯萬
- 歐奈拉·慕提 飾 歐黛特·德·克蕾西
- 阿倫·狄龍 飾 夏呂斯男爵
- 芬妮·雅當 飾 蓋爾芒特公爵夫人

## 外部連結
- 互联网电影数据库（IMDb）上《青樓紅杏》的资料（英文）
- AllMovie上《青樓紅杏》的资料（英文）
- 爛番茄上《青樓紅杏 （页面存档备份，存于）》的資料 （英文）